# Richard-Wagner-Straße 29 (Mönchengladbach)

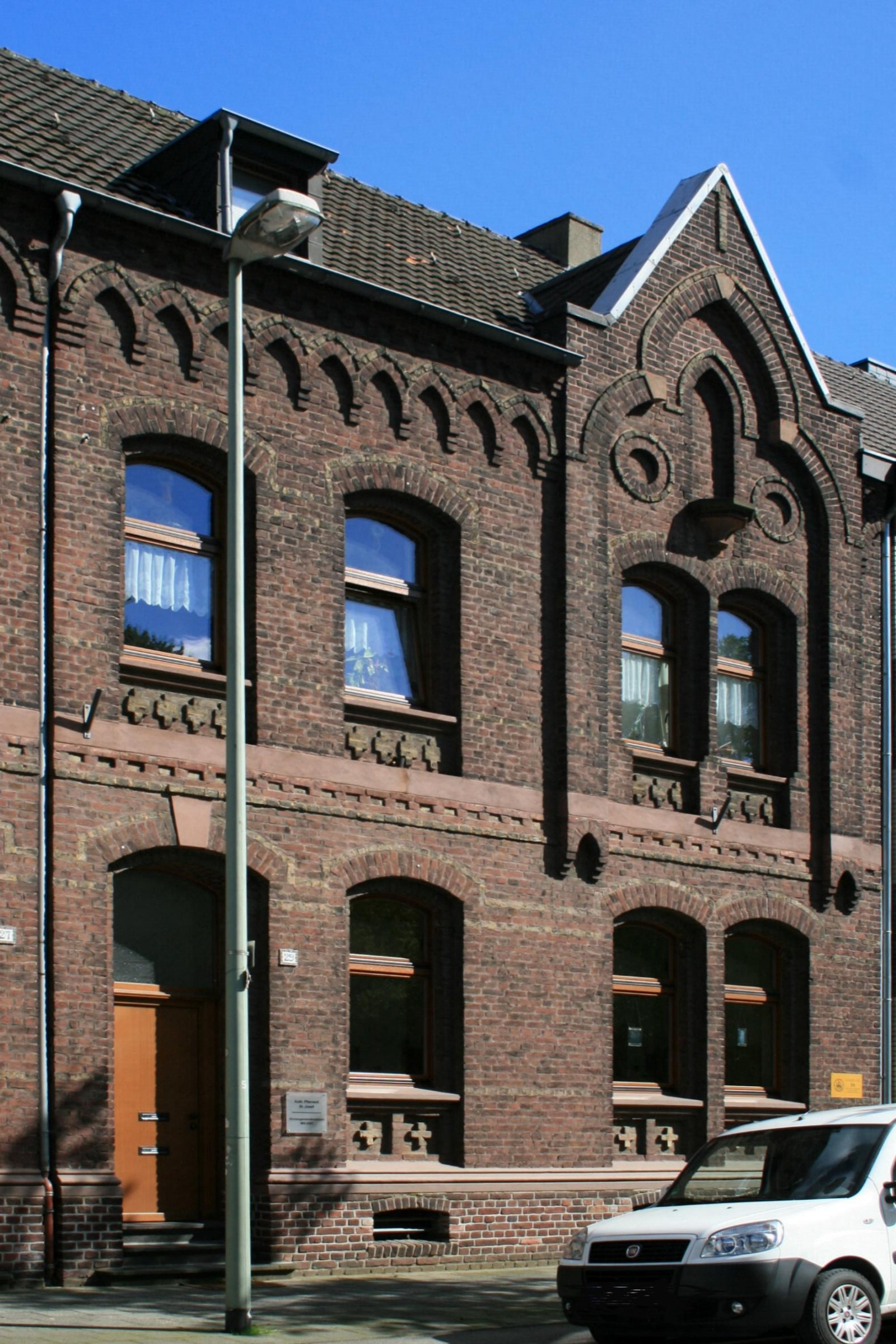
Pfarrhaus (2010)

Das Pfarrhaus Richard-Wagner-Straße 29 steht in Mönchengladbach (Nordrhein-Westfalen) im Stadtteil Dahl.
Das Gebäude wurde 1894 erbaut. Es wurde unter Nr. R 039 am 26. Januar 1989 in die Denkmalliste der Stadt Mönchengladbach eingetragen.

## Lage
Das Haus Nr. 29 wurde im Jahre 1894 als künftige Vikarswohnungen zeitgleich mit der Kirche erbaut und ist spiegelsymmetrisch mit Haus Nr. 27 errichtet.

## Architektur
Das zweigeschossige Gebäude ist streng gegliedert. Der Dreiecksgiebel verleiht der rechten Achse ein besonderes Gewicht. Zeittypische gotisierende Formen in aufwändiger Mauertechnik demonstrieren die Zugehörigkeit zur Kirche. Eine Unterschutzstellung des Objektes ist aus sozialgeschichtlichen, städtebaulichen und architektonischen Gründen im öffentlichen Interesse.